# Holonothrus concavus
Holonothrus concavus är en kvalsterart som beskrevs av Wallwork 1966. Holonothrus concavus ingår i släktet Holonothrus och familjen Crotoniidae. Inga underarter finns listade i Catalogue of Life.